# Takahashi Tetsu
Tetsu Takahashi (sinh ngày 22 tháng 8 năm 1979) là một cầu thủ bóng đá người Nhật Bản.

## Sự nghiệp câu lạc bộ
Tetsu Takahashi đã từng chơi cho Montedio Yamagata.